# 套袋赛跑

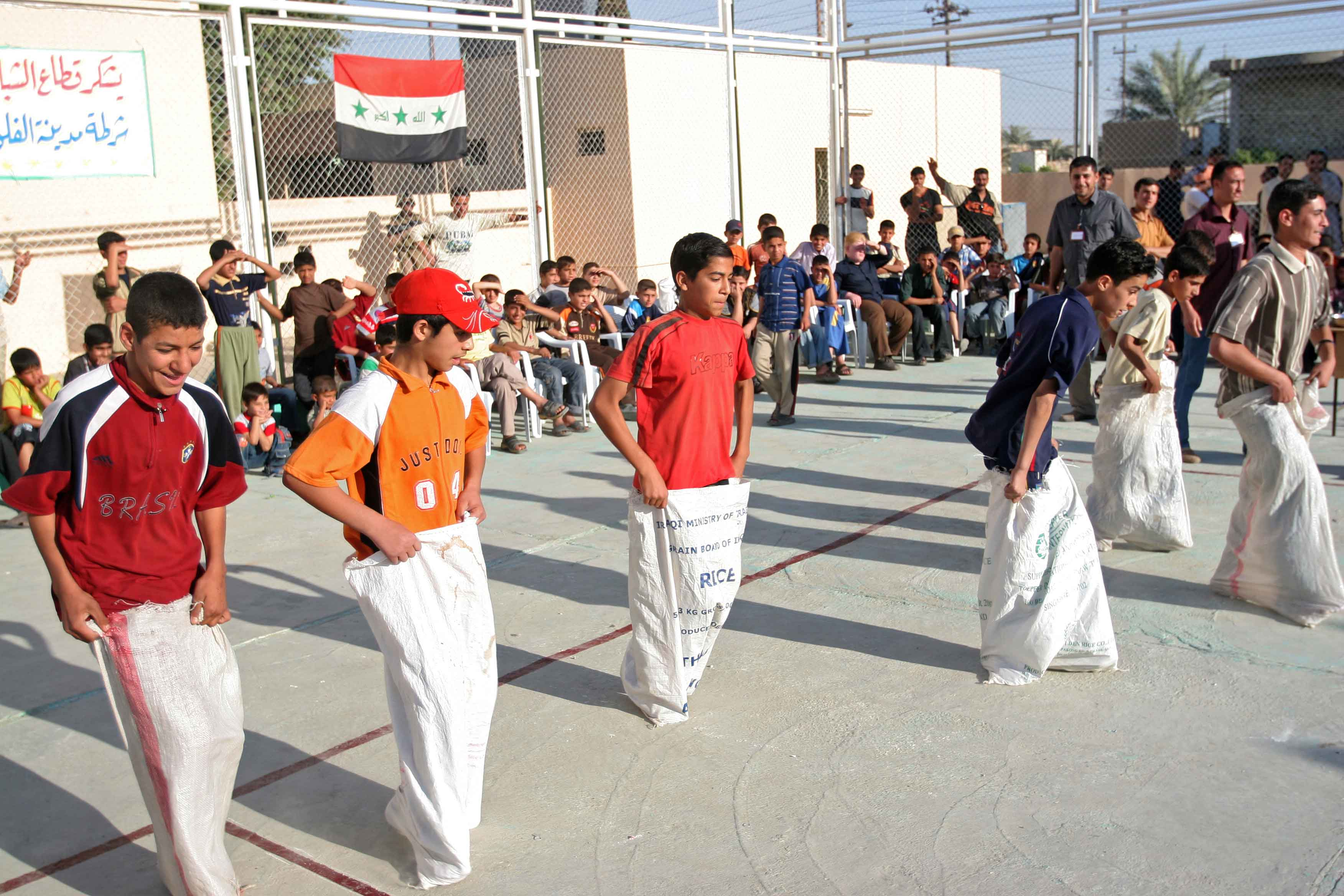
伊拉克费卢杰举办的一次儿童套袋赛跑

麻袋竞走或套袋赛跑是一种体育竞技游戏，亦称袋鼠跳、布袋跳、土豆袋游戏。有单人赛、双人赛、接力赛等模式。参与者讲双腿套入布袋或麻袋中，手握住袋子向前跳跃，以期最快速度抵达终点。若袋子滑落到腰部以下则算犯规，取消成绩。若参与者摔倒则需重整姿势继续。这种比赛考验选手的耐力、平衡能力和弹跳力。套袋跑最初起源于18世纪的英国，当时的工人阶级的业余活动比较单调，一些制袋厂员工便发明了这个游戏。后来逐步传播至其他欧洲国家。20世纪初，套袋跑成为燕京大学体育课项目，这是它首次出现于中国。